# Assemblea nazionale (Ecuador)
L'Assemblea nazionale (in spagnolo Asamblea Nacional), in Ecuador, è l'organo che detiene il potere legislativo; si configura come Parlamento monocamerale.
Divenne operativa nel 2009, dopo l'entrata in vigore della nuova Costituzione, sostituendo il previgente Congresso nazionale.
Conta 151 deputati (137 fino al 2025), eletti per un mandato di 4 anni, salvo elezioni suppletive generali determinate dal meccanismo della “Muerte Cruzada” (come accaduto, ad esempio, alle elezioni del 2023).